# Provinz Los Andes (Chile)
Los Andes ist eine von sieben Provinzen der chilenischen Región de Valparaíso. Sie erstreckt sich auf einer Fläche von 3054,1 km² und zählt 91.683 Einwohner (Stand: 2002). Die Provinzhauptstadt ist Los Andes.

## Städte und Gemeinden
Die Provinz Los Andes gliedert sich in vier Kommunen:
| Gemeinde    | Einwohner (2002) | Fläche (km²) |
| ----------- | ---------------- | ------------ |
| Calle Larga | 10.393           | 321,7        |
| Los Andes   | 60.198           | 1.248,3      |
| Rinconada   | 6.692            | 122,5        |
| San Esteban | 14.400           | 1.361,6      |

## Nachweise
1. ↑  Instituto, Nacional de Estadísticas, Divisíon Politico-Administrativa y Censal, 2007, Santiago 2008 (PDF) S. 106.